# J. Edgar Hoover
Pour les articles homonymes, voir Edgar et Hoover.
John Edgar Hoover, né le 1er janvier 1895 à Washington, D.C., et mort le 2 mai 1972 dans la même ville, est un fonctionnaire américain qui dirige le Federal Bureau of Investigation (FBI) de 1924 jusqu'à sa mort.
Issu d'une famille modeste, il est le fils de Dickerson Naylor Hoover, imprimeur au Bureau fédéral de la cartographie, et d'Annie Marie Scheitlin Hoover, femme au foyer d'origine suisse et allemande. Diplômé en droit de l'université George-Washington en 1917, il commence sa carrière au département de la Justice en tant que greffier. En 1924, à l'âge de 29 ans, il est nommé directeur du Bureau of Investigation, prédécesseur du FBI. Sous sa direction, le Bureau développe des méthodes scientifiques d'investigation, notamment l'utilisation des empreintes digitales et des laboratoires d'analyse criminelle. En 1935, il transforme le Bureau of Investigation en FBI, une agence fédérale ayant des compétences élargies.
Il lutte contre le gangstérisme des années 1930, avec l'arrestation de figures emblématiques telles que John Dillinger, « Baby Face » Nelson et « Machine Gun » Kelly. Il supervise également la traque des espions pendant la Seconde Guerre mondiale et les premières années de la Guerre froide. Sous son mandat, le FBI devient un instrument central dans la lutte contre le communisme aux États-Unis.
Son usage excessif de la surveillance, ses dossiers secrets sur des personnalités politiques, et son influence sur la vie politique américaine soulèvent des inquiétudes sur le respect des libertés civiles. Il accumule des informations compromettantes sur des dirigeants politiques, y compris des présidents, ce qui lui permet de conserver son poste malgré les changements d'administration. Il est aussi accusé de racisme, d'homophobie et de harcèlement à l'égard de figures du mouvement pour les droits civiques, notamment Martin Luther King, qu'il fait surveiller de près et contre lequel il mène une campagne de discrédit.

## Biographie

### Origines
La plupart des renseignements connus émanent d'une enquête du journaliste Jack Alexander.
Hoover est né à Washington en 1895. Son père Dickerson Naylor Hoover (1856-1921) est un imprimeur à la santé mentale fragile, qui passe les huit dernières années de sa vie dans un asile psychiatrique. Sa mère Anna Marie Scheitlin (1860-1938) l'éduque selon ses valeurs traditionnelles ; Hoover vit avec elle dans la maison familiale jusqu'à la mort de celle-ci en 1938 et en subit la profonde influence.

### Début de carrière
Après avoir terminé ses études secondaires, Hoover devient vacataire à la Bibliothèque du Congrès et suit des cours du soir à la faculté de droit de l'université George Washington. En 1916, il obtient son LL.B. et l'année suivante son LL.M.
Il obtient une exemption de service lors de la Première Guerre mondiale et, recommandé par un oncle qui est juge, Hoover entre au département de la Justice le 26 juillet 1917.
Il se place dans le sillage du procureur général (attorney general) du moment, le démocrate Alexander Mitchell Palmer, inventeur du « péril rouge », qui en fait vite son assistant spécial et gravit rapidement les échelons de la fonction publique. Il est promu à la tête de la section chargée de « l'enregistrement des ressortissants d'un pays ennemi » (Enemy Aliens Registration), et en 1919, directeur de la toute nouvelle General Intelligence Division (GID) du département de la Justice.
Mettant à profit son expérience de bibliothécaire, il crée un gigantesque et précis fichier de toutes les personnes appartenant à des groupes radicaux ou en étant proches : en quelques années 450 000 noms sont indexés, avec des notes biographiques sur les 60 000 personnes qu'il considère comme les plus dangereuses ; il participe alors à l'organisation des « Palmer Raids »,. Dans des opérations de police commencées le 7 novembre 1919, 10 000 militants ouvriers sont arrêtés ; 250 d'entre eux sont expulsés vers l'étranger et les autres incarcérés.

### Le Bureau of Investigation: le BoI
En 1921, lorsque le GID est transféré au Bureau of Investigation (BoI, ancêtre du FBI) Hoover devient directeur adjoint de William J. Burns.
Le 10 mai 1924, sous la présidence de Calvin Coolidge, le procureur général Harlan Fiske Stone nomme Hoover directeur par intérim du Bureau of Investigation (BOI), qu'il veut réorganiser, car la réputation en avait été ternie par le Teapot Dome et d'autres scandales sous le président Harding. Hoover a alors 29 ans. Il est titularisé sept mois plus tard.
À cette date, le BoI compte environ 650 employés, dont 441 agents spéciaux. Hoover y rationalise le recrutement, la formation et l'encadrement des agents, impose un code moral strict, accumule les notes au Congrès et au président des États-Unis pour obtenir que ses agents puissent porter des armes ou arrêter les suspects (les infractions à la loi sont encore du ressort des États à cette époque où les marshals qui poursuivent les voleurs devaient s'arrêter aux frontières de l'État voisin).
Il ordonne d'écarter les femmes du recrutement, considérant : « qu'elles ne sont pas capables de se servir d'une arme, ce que tous nos agents doivent faire ». En parallèle, il interdit le recrutement des personnes d'origine afro-américaine ou hispanique.

### Sous la présidence de Franklin Delano Roosevelt (1933-1945): une extension des pouvoirs
En 1933, après l'élection de Franklin Delano Roosevelt à la présidence des États-Unis, la place d'Edgar Hoover se trouve menacée. En effet, Roosevelt pressentait Thomas James Walsh comme procureur général des États-Unis (équivalent de ministre de la Justice dans les gouvernements européens). Ce dernier s'était empressé de répondre favorablement à la proposition de Roosevelt, déclarant ses intentions au New York Times « d'un probable renouvellement de tous les directeurs de bureau ». Thomas James Walsh avait effectivement eu un différend avec Edgar Hoover durant les années 1920 et avait bien l'intention de l'écarter de son poste. Fort heureusement pour Hoover, Walsh mourut le 2 mars 1933 d'une thrombose coronarienne dans le train qui devait le mener le jour même au siège du procureur général où il s'apprêtait à entrer.
Hoover renforce la réputation du FBI en faisant adopter le Federal Kidnapping Act, en luttant efficacement contre les gangs qui sévissent à l'époque de la prohibition, en capturant et en faisant exécuter les responsables du massacre de Kansas City.
Après que le BoI eut été renommé en « Federal Bureau of Investigation » - FBI - en 1935 et ses pouvoirs étendus par le Congrès, Hoover devint prééminent dans le renseignement intérieur à partir de 1939.
En septembre 1939, le président Roosevelt annonça, en raison de la probabilité imminente d'un conflit en Europe continentale, que le FBI serait chargé de toutes les opérations de renseignements, bénéficiant de sa confiance. En mai 1940, le principe des écoutes téléphoniques fut autorisé par la présidence, au prix d'un contournement de la loi, permettant le suivi de 13 500 personnes, de 13 syndicats, de 22 associations de droits civiques et de 85 groupes politiques de gauche. Ordre fut donné de détruire les archives tous les six mois.
Sans accord de son autorité de tutelle, J. Edgar Hoover constitua, à la fin de l'année 1939, une liste de personnes pouvant être incarcérées pour risque de collusion avec les autorités allemandes, avec leurs alliés et avec les forces communistes. En 1940, le ministère de la Justice demanda le contrôle de la liste. En 1943, il ordonna son annulation. Le directeur du FBI décida de la renommer. Nomenclature de sécurité, non détruite (ces faits furent révélés par l'enquête du congrès en 1975).
En 1941, l'action de surveillance et de prévention d'une offensive menée par le FBI, et malgré l'action et les informations fournies par l'agent double Dusko Popov, fut un échec à l'origine de l'attaque des forces japonaises sur les installations portuaires militaires de Pearl Harbor, le 7 décembre.

### Sous la présidence de Harry S. Truman (1945-1953): la fin de l'hégémonie sauvée par la guerre froide?
Le 12 avril 1945, Harry S. Truman prend la relève à la mort de Franklin Delano Roosevelt, survenue au cours de l'exercice de son quatrième mandat ; la position de Hoover est dans un premier temps fragilisée. En effet, Truman, qui avait dénoncé l'incompétence du FBI lors de l'attaque de Pearl Harbor en 1941, exprima également sa position hostile à l'égard de Hoover dans une note datée du 12 mai 1945 :
« Nous ne voulons ni Gestapo, ni police secrète. Ceux du FBI vont dans cette direction. Ils se mêlent de scandales sexuels et de chantage alors qu'ils devraient attraper les criminels. Ils ont aussi l'habitude de dénigrer les représentants des polices locales. CELA DOIT CESSER. Nous avons besoin de collaboration ».
Malgré l'aversion du président nouvellement nommé, J. Edgar Hoover mettait à disposition de la Maison Blanche, grâce au service des écoutes téléphoniques, des informations politiques de première main.
Harry Truman brisa le rêve de J. Edgar Hoover de réunir sous son seul pouvoir, le renseignement extérieur et intérieur des États-Unis, considérant que cela représentait une charge trop importante et privilégiant le projet de William Donovan, le directeur de l'OSS. C'est pour cette raison, et contre le lobbying intensif de J. Edgar Hoover qui accusait de manière infondée l'OSS de William Donovan de receler dans ses rangs des agents communistes, que le président Truman décida la création de la Central Intelligence Agency en 1947. La CIA dépendait directement de son autorité par l'intermédiaire du Conseil de sécurité nationale, avec pour objectif de lutter contre l'influence du communisme.
En conséquence de la perte des antennes à l'étranger du FBI notamment au Mexique, acquises au cours de la seconde guerre mondiale, Hoover donna pour ordre d'appliquer et ce jusqu'à sa mort, à l'égard de la nouvellement créée CIA, une politique de la terre brulée, à tel point que cela aboutit à un conflit avec le second directeur de cette dernière, le général Walter Bedell Smith, qui dénonça son attitude :
« Vous avez le mandat impératif de coopérer totalement avec la CIA. Si vous voulez vous y opposer, je me battrai contre vous dans tout Washington ».
Ce véritable divorce institutionnel explique toujours de nos jours l'incompatibilité de ces deux institutions[réf. souhaitée].
Avec l'apparition de la guerre froide, l'acquisition par les Soviétiques de l'arme atomique en 1949, et profitant des effets de la guerre de Corée, ainsi que de l'affaire des époux Rosenberg, Hoover renforça à nouveau sa position et affirma l’existence d’un vaste réseau d’espionnage soviétique implanté aux États-Unis. Ceci entraîna notamment la création du programme de loyauté des fonctionnaires fédéraux en 1946 et de la National Security Act en 1947.
Sous son action, le nombre de membres du Parti communiste américain de 80 000 en 1944, passa à 20 000 en 1956 pour tomber à 2 800 en 1971.
En 1948, toujours en opposition avec Harry S. Truman qui réduisit ses pouvoirs, il soutint secrètement le candidat Dewey pour lequel il fit écrire des textes par les agents du FBI, tentant de discréditer le président en poste dans la lutte contre le communisme.

### Sous la présidence de Dwight Eisenhower (1953-1961): le retour en force
En 1952, en pleine période de chasse aux sorcières menée par le sénateur McCarthy, il obtint, en faisant pression sur le département de la Justice, le départ de l'acteur britannique Charlie Chaplin des États-Unis vers la Suisse, l'accusant de diffuser de la propagande communiste.
À partir de 1956 (et ce jusqu'en 1971), il mit en place le programme illégal d'écoutes COINTELPRO.
En 1958, il publia son ouvrage Masters of Deceipt (Les maîtres trompeurs), manuel de lutte contre l'influence du communisme aux États-Unis.

### Sous la présidence Kennedy (1961-1963): des relations orageuses
Sous John F. Kennedy, la situation de J. Edgar Hoover se fragilisa à nouveau grandement.
En effet, le frère du président, Robert F Kennedy, était déterminé à mener une guerre profonde contre le crime organisé aux États-Unis, notamment contre le président du syndicat des Teamsters, Jimmy Hoffa. Bob Kennedy entra en opposition avec la mobilisation molle manifestée par J. Edgar Hoover, qui a été jusqu'à nier l'existence de la Mafia, jusqu'à l'incident d'Apalachin en 1957 où plus d'une centaine de chefs mafieux furent surpris et la moitié arrêtée par la police locale. Forcé de changer d'attitude face aux révélations de la presse, le ridiculisant au passage, le directeur du FBI fut dépassé par le dynamisme du tout jeune ministre de la Justice, Robert F Kennedy, qui n'hésitait pas à court-circuiter son autorité en travaillant directement avec les antennes du FBI, rendant la relation entre les deux hommes extrêmement orageuse.
En outre, les frères Kennedy caressaient l'idée de le remplacer à la tête du FBI.
J. Edgar Hoover était, en parallèle, informé des relations entre John F Kennedy et la Mafia, relations sollicitées par son père Joe Kennedy pour porter son fils à la magistrature suprême. Il était également informé de la relation du président avec Judith Campbell, elle-même maitresse de Sam Giancana, le parrain de l'outfit[Quoi ?] de Chicago impliqué dans les opérations de lutte contre le régime de Fidel Castro avec la CIA au nom des intérêts américains. Il prévint la Maison Blanche du risque pour la sécurité nationale que cela représentait, détenant dès lors un moyen de pression sur le nouveau président élu.
En outre, lors de la disparition de Marilyn Monroe, suspecte et mal élucidée, le 4 août 1962, les agents du FBI intervinrent pour protéger la présidence en faisant disparaître les relevés téléphoniques, rendant ainsi la présidence tributaire de sa protection, sans amélioration des relations qui restèrent exécrables malgré le vernis des relations publiques.

#### Mouvements internes au FBI
En parallèle, en 1961, William C. Sullivan (en) est nommé directeur adjoint de la division Renseignement du FBI. Il critique le fait que Hoover soit trop obnubilé par le danger communiste au détriment des mouvements radicaux noirs, suggérant dans une lettre que le patron du FBI prenne sa retraite. Sullivan est renvoyé en 1971, attribuant son renvoi au fait qu'il avait découvert que l’agent Fedora était un espion soviétique qui avait floué Hoover.
Ce dernier, hostile au mouvement des droits civiques, il soutient que les militants du mouvement ne sont que « des pillards inspirés par les communistes ».

### Sous la présidence de Lyndon B. Johnson (1963-1968): le retour en grâce
Élevé à la magistrature suprême après l'assassinat de John F. Kennedy à Dallas le 22 novembre 1963, Lyndon B. Johnson put profiter de l'expertise de J. Edgar Hoover pour maîtriser les risques de révélations explosives dans l'enquête. En effet, la disparition moins de 48 heures après l'assassinat de Lee Harvey Oswald, l'assassin présumé de John F. Kennedy, sous les tirs d'un tenancier de cabaret lié au crime organisé, Jack Ruby, le 24 novembre 1963 au siège même de la police de Dallas chargé de sa protection pendant son transfert vers la prison de la ville, ouvrait la voie en raison des nombreuses questions non résolues de l'opinion publique, à une grave fragilisation du mandat du nouveau président.
Sur son conseil, Lyndon B. Johnson décida, pour couper court aux interrogations de l'opinion publique et également du congrès américain et de la crise de confiance débutante dans les institutions du pays, la création de la commission d'enquête exécutive ou commission Warren. Le FBI centralisa alors l'ensemble des informations et réalisa l'ensemble des enquêtes de la Commission intégralement dépendante malgré la possibilité de recruter ses propres enquêteurs et d'utiliser les fonds d'urgence de la Maison-Blanche,.
En privilégiant dès le départ la thèse de l'assassin solitaire et ce, sans enquête préalable, profitant en parallèle de l'effondrement du ministre de la justice Robert F. Kennedy profondément traumatisé par la disparition de son frère aîné, il orienta directement les travaux de la commission Warren en ne communiquant pas certaines informations tout en l'espionnant, ayant également un informateur en son sein en la personne de Gerald Ford. En effet, il avait protégé ce dernier en faisant disparaître des documents de fraude fiscale et, en retour, Ford lui transmettait les informations requises par le biais de Cartha DeLoach (en), le numéro 3 du FBI.
En retour, Lyndon B Johnson permit à J. Edgar Hoover, le 8 mai 1964, par le décret 10682, de conserver la direction du FBI sans limite d'âge. En outre, il réaffirma son pouvoir sur l'institution malmenée par l'action dynamique de Robert F. Kennedy dans la lutte contre le crime organisé qui fut largement diminuée dans les années suivantes.

#### La poursuite des opérations secrètes
En 1967, il réoriente le programme COINTELPRO, créé par le FBI dans les années 1950 pour infiltrer et liquider les organisations communistes, en direction des mouvements noirs et notamment les Blacks Panthers. Dans une note interne, le FBI définit son objectif comme étant de « démasquer, briser, fourvoyer, discréditer, ou au moins neutraliser les activités des organisations nationalistes noires qui prêchent la haine ». Outre les méthodes de répression classiques (filatures, écoutes téléphoniques, lettres anonymes, agents doubles, etc), le FBI réalise des assassinats. Pour la seule année 1970, trente-huit militants sont tués lors de raids organisés contre les bureaux du BPP. Le 4 décembre 1969, le leader des Panthères de Chicago, Fred Hampton, est exécuté dans son lit par un agent du FBI infiltré.
Pour Edgar Hoover, « Il faut faire comprendre aux jeunes Noirs modérés que, s’ils succombent à l’enseignement révolutionnaire, ils seront des révolutionnaires morts ». « Ne vaut-il pas mieux être une vedette sportive, un athlète bien payé ou un artiste, un employé ou un ouvrier (...) plutôt qu’un Noir qui ne pense qu’à détruire l'establishment, et qui, ce faisant, détruit sa propre maison, ne gagnant pour lui et son peuple que la haine et le soupçon des Blancs ? ».
Il a été accusé[Par qui ?] d'abus d'autorité sur ses propres agents du FBI, de chantage envers de multiples sénateurs et autres personnalités publiques, de persécution politique (distillation de fausses rumeurs…) ; on l'a aussi accusé d'être corrompu par la mafia qui put ainsi se développer fortement sans crainte du FBI (séjours luxueux en Floride, parties « fines », trucage des paris qu'Hoover adorait faire sur les courses hippiques). Par son programme COINTELPRO, les agents du FBI purent harceler, perturber et détruire leurs ennemis comme le Black Panther Party et les formations politiques de gauche.

### Sous la présidence de Richard Nixon: l'impossible départ
Nouvellement élu en 1968, le président Richard Nixon qui a bénéficié de l'amitié personnelle de J. Edgar Hoover depuis son poste de vice-président pendant les deux mandats de Dwight D. Eisenhower (1953-1961) puis pendant sa traversée du désert, lui exprima sa confiance en le confirmant à son poste de directeur du FBI avec une augmentation un salaire de 42 500 dollars annuels tout en lui déclarant à titre personnel :
« Edgar, vous êtes l'une des rares personnes qui aura directement accès à moi n'importe quand ».
En parallèle, Richard Nixon manœuvrait en coulisses pour obtenir le départ du directeur alors âgé de 73 ans et qu'il considérait comme déconnecté des évolutions de la société américaine, perspective que ce dernier n'envisageait en aucun cas. En outre, en raison de sa profonde connaissance et des dossiers accumulés sous huit présidences différentes, sur le monde artistique, industriel, politique et administratif américain, le directeur du FBI possédait également des informations sur une ancienne relation vécue dans les années 1960 du nouveau président avec une résidente de Hong Kong, Marianna Liu.
En parallèle, J. Edgar Hoover obtint le démarrage des travaux du futur nouveau quartier général du FBI à Washington.

### Fin de vie: le prestige d'un héros au service de la nation
Hoover est victime d'une attaque cardiaque mortelle le 2 mai 1972 des suites d'une maladie cardio-vasculaire. Des funérailles nationales sont organisées à la demande du président Richard Nixon, privilège normalement réservé aux chefs d'État. Vingt mille personnes défilent devant son cercueil exposé au Capitole des États-Unis.
Le président Richard Nixon, qui avait tenté de le faire partir, déclara qu'il représentait : « le symbole de l'incarnation des valeurs qu'il chérissait le plus : courage, patriotisme, dévouement à son pays, honnêteté et intégrité à toute épreuve ». Il nomme Patrick L. Gray en tant que nouveau directeur du FBI.
La veuve du pasteur assassiné Martin Luther King, Coretta King critiqua son héritage « lamentable et dangereux » et son système de fichage « rempli de mensonges et de détails sordides sur la plupart des hauts membres du gouvernement, y compris les présidents ».
Le siège du FBI, le J. Edgar Hoover Building, fut nommé en son honneur le 30 juin 1975 à son inauguration par le nouveau président Gerald Ford, successeur de Richard Nixon après le très grave scandale politique du Watergate.

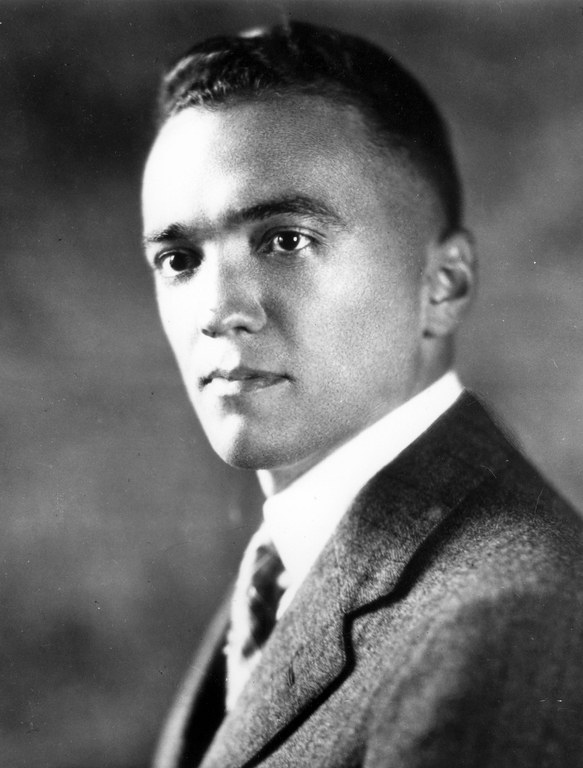
J. Edgar Hoover en 1924, âgé de 29 ans.
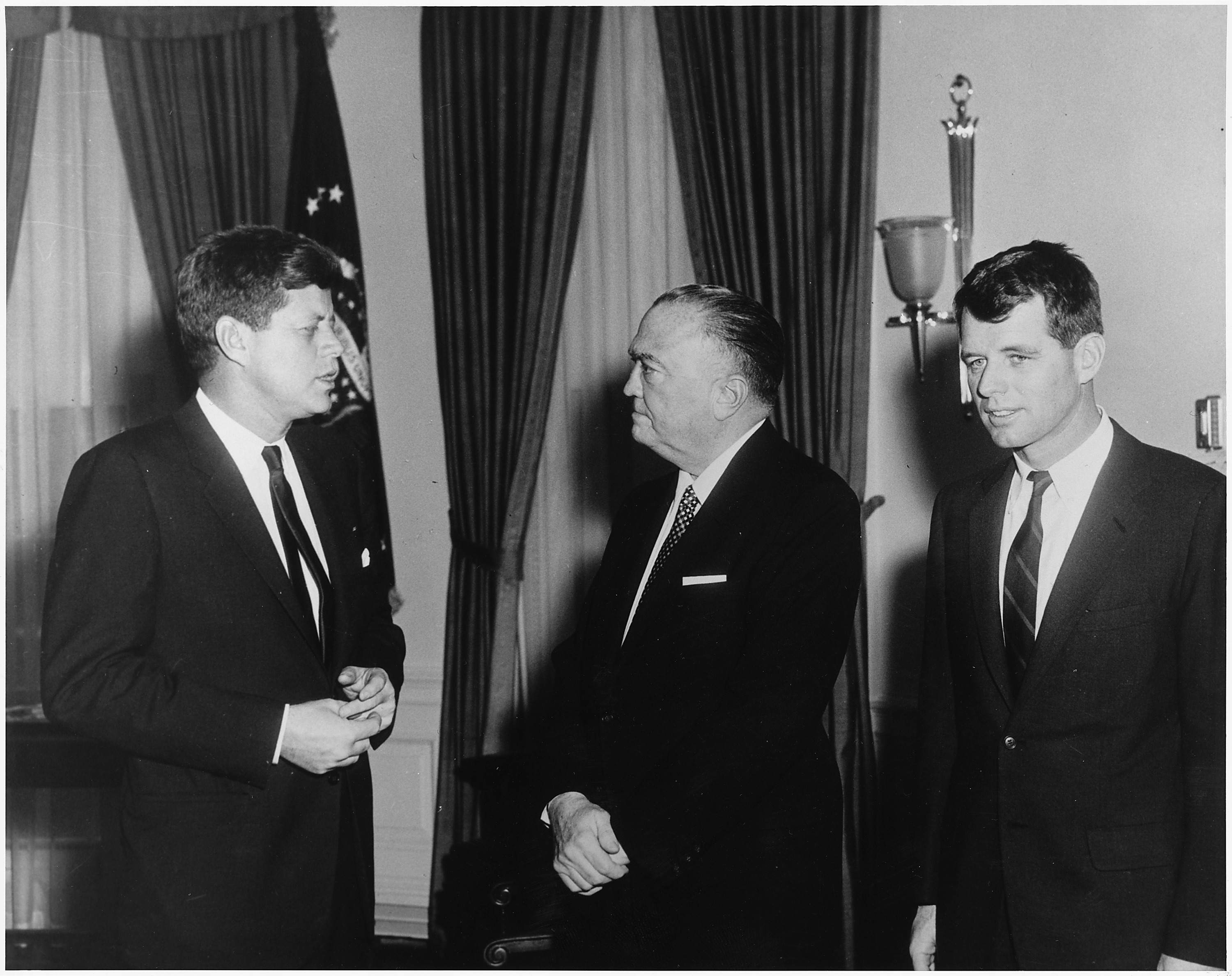
J. Edgar Hoover en 1961 en présence du président John Kennedy et son frère Robert Kennedy, secrétaire à la Justice.
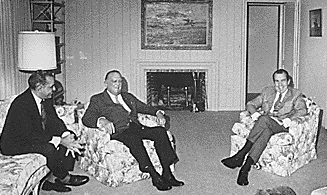
J. Edgar Hoover en 1971 en présence de Bebe Rebozo (à gauche) et du président Richard Nixon.
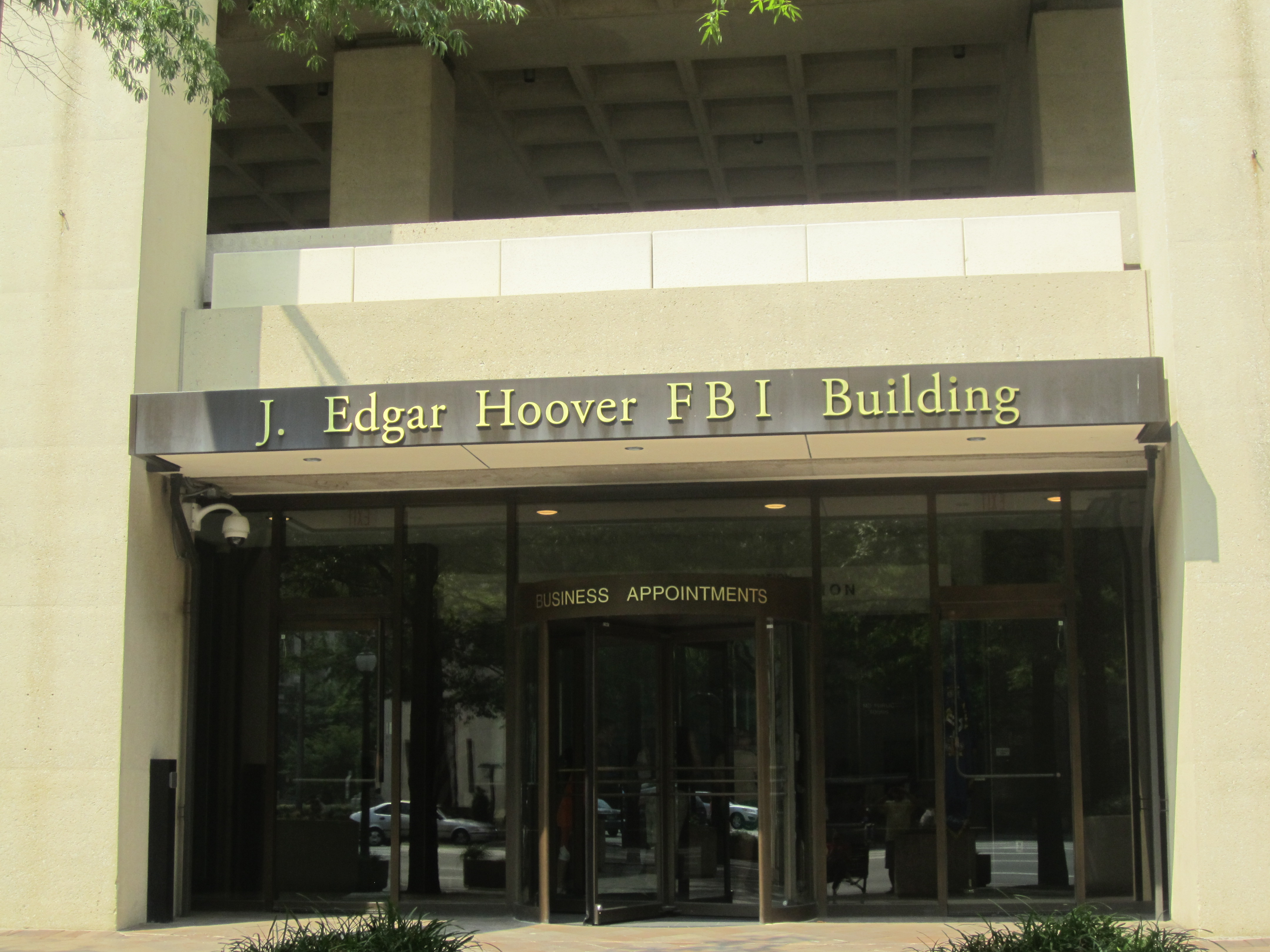
Le J. Edgar Hoover FBI Building à Washington.

### Le prestige durablement fissuré par les révélations ultérieures
Sa perte d'image fut le produit de plusieurs phénomène interconnectés au sein de la société américaine. D'une part, à la suite du grave scandale du Watergate qui ébranla et secoua durablement la démocratie américaine dans ses fondements à partir de 1973, puis, d'autre part, avec les révélations de la presse d'investigation sur les agissements illégaux des institutions fédérales et du gouvernement (comme le scandale des Pentagon Papers). Couplé à l'impopularité grandissante et aux conséquences de la guerre du Vietnam, doublée par une remise en cause profonde des institutions et des politiques menées à l'intérieur des frontières du pays par la population américaine, une volonté accrue d'un examen approfondie de la part de l'opinion publique américaine sur le fonctionnement interne et externe des Etats-Unis s'intensifia.

#### Les révélations des agissements illégaux par la Commission sénatoriale Church
C'est dans ce contexte que les commissions d'enquêtes sénatoriales sur les activités illégales des agences fédérales dont la CIA, l'IRS (le fisc américain) et le FBI virent le jour pour faire la lumière sur les nombreux dysfonctionnements observés au cours de la décennie précédente et mis en lumière par le Watergate.
Parmi ces structures, la Commission Church instituée de 1975 à 1976 par le congrès américain, révéla le programme illégal du FBI, COINTELPRO. Composé d'écoutes illégales de très nombreuses personnalités politiques dont les 8 présidents précédents, de pressions politique sur les leaders politiques notamment ceux des droits civiques comme Martin Luther King Jr et le fichage illégal des opposants à la guerre du Vietnam de la part du FBI (et également par la CIA qui avait en effet, l'interdiction formelle d'agir dans les frontières des États-Unis) révéla les abus de l'agence fédérale menés sous l'ère Hoover et en violation de la constitution des États-Unis. De même, elle mena une enquête sur le travail d'enquête des agences fédérales sur l'assassinat du président John Fitzgerald Kennedy et conclut qu'il avait été gravement déficient et qu'elles avaient manqué à leur devoir. En 1978, à la demande pressante de l'opinon publique qui ne considérait pas les conclusions de la Commission Warren comme valides, le HSCA qui enquêta sur les assassinats de John F Kennedy et de Martin Luther King en reprenant les investigations à zéro aboutit à la conclusion dans les deux cas d'une conspiration.
En 1975, lors de l'examen des 19 700 dossiers de sécurité intérieure officiellement instruits par le FBI sous l'ère Hoover, 19 % concernaient des opérations de chasse aux sorcières et seuls 4 débouchèrent réellement sur des activités criminelles.
Il fut également révélé que l'ensemble des présidents depuis Roosevelt avaient utilisé le FBI pour des raisons de surveillance politique et ce, sans aucun rapport avec la défense nationale ni la prévention de l'espionnage.
Face à ces révélations en cascade qui alertèrent et sensibilisèrent durablement l'opinion publique américaine sur la nécessité impérative de contre-pouvoirs dans une démocratie à la suite des nombreuses infractions et aux abus de pouvoir relevés par rapport à la loi et aux libertés civiles individuelles, et plus gravement à la constitution américaine, le congrès américain vota la limitation du mandat du directeur à une durée de 10 ans le 15 octobre 1976.
Il fut également envisagé, à la suite des nombreuses révélations des commissions d'enquête pendant plus de vingt années, de débaptiser le quartier général du FBI à Washington, le J. Edgar Hoover Building, situé sur Pennsylvania Avenue.

#### Les fichiers marqués «personnel et confidentiel»
En parallèle, le prestige du directeur défunt fut remis en cause par les révélations ultérieures de l'existence de dossiers sur une grande partie du monde politique américain, du monde du spectacle et de la société civile.
En effet, J.Edgar Hoover avait acquis une grande influence en établissant des dossiers, à la fois sur ses propres agents et plus spécifiquement sur les personnes en vue de la société américaine telles que les personnalités artistiques, du monde du show-biz, industrielles, financières et politiques dont les écarts par rapport à la loi comme les liaisons extra-conjugales, l'homosexualité, les relations avec le crime organisé, les infractions fiscales (...) offraient de nombreux moyens de pression, de manipulation et de neutralisation. J. Edgar Hoover ordonna par exemple une enquête sur l'homosexualité présumée de Jack Valenti, conseiller spécial du président Lyndon B. Johnson ou encore sur l'acteur et star de cinéma Charlie Chaplin qu'il accusait de diffuser dans ses films de la propagande communiste. Du fait de leur caractère illégal, ces informations de premier intérêt pour le pouvoir n'étaient donc pas incluses dans les dossiers officiels du FBI. Ces dossiers non officiels, marqués avec la mention « personnel et confidentiel » étaient conservés dans des armoires verrouillées dans 9 pièces attenantes à son bureau et placées sous la garde directe de sa secrétaire personnelle, Helen Gandy.
Cet héritage occulte ne demeura qu'une rumeur longtemps restée dans l'ombre de J. Edgar Hoover, qui a longuement hanté l'ensemble du monde industriel, artistique et politique américain.
Richard Nixon inextricablement empêtré dans les révélations successives du scandale du Watergate s'exclame en 1973 : « Merde alors ! Il avait des dossiers sur tout le monde ».
Le jour même de la mort de J. Edgar Hoover, son bureau est placé sous scellés sur ordre de Richard Kleindienst, le conseiller du président Nixon. Les neuf pièces attenantes au bureau du directeur défunt n'ont pas été verrouillées. Le 3 mai 1972, Patrik Gray, nouveau directeur du FBI nommé par le président demande, après une première demande infructueuse menée l'après-midi du 2 mai, la localisation des « dossiers secrets » de Hoover auprès de John Morh, l'assistant du directeur des affaires administratives du FBI, provoquant avec ce dernier un sérieux accrochage.
Sa secrétaire de toujours, Helen Gandy qui le sert pendant 54 ans, détruit tous ses fichiers. Ils ont été transférés du siège du FBI à la résidence principale de J. Edgar Hoover dans les semaines suivant sa mort, prétextant qu'il s'agissait uniquement d'éléments comptables, de correspondance privée et d'éléments sans importance pour un volume de quatre classeurs et de trente-cinq cartons devant être triés. Le volume des classeurs déplacés est en réalité de vingt-cinq, comme le révéla par la suite le chauffeur chargé du transport, Raymond Smith.
Interrogée par le représentant Andrew Maguire, lors d'une enquête menée par le Congrès en 1975 pour tenter de percer le mystère entourant le destin des dossiers, et qui remet en cause sa version des faits par cette phrase : « Je trouve qu'il est difficile de croire vos allégations », Helen Glandy lui répond : « Ça, c'est votre droit ».
En 1975, le magazine Newsweek révèle en outre qu'à la mort de Clyde Tolson, très proche collaborateur de J. Edgar Hoover, des agents du FBI récupèrent à son domicile l'ensemble des dossiers encore présents. Ces derniers, qualifiés d'extrêmement préjudiciables pour la Maison Blanche et l'administration de Richard Nixon, étaient restés en possession de l'ancien no 2 du FBI.
Par la suite, outre les révélations de la presse, de nombreux agents du FBI ou de hauts responsables ont depuis apporté des témoignages sur le « système Hoover » (par exemple, un collaborateur de Bob Kennedy, lorsque celui-ci était procureur général, ou un des conseillers politiques du président Lyndon B. Johnson). Il a été accusé à de nombreuses reprises de porter atteinte à la vie privée d'autrui en mettant sur écoute un grand nombre de personnalités (le révérend Martin Luther King, la vedette Marilyn Monroe, l'acteur Charlie Chaplin, la Première dame Eleanore Roosevelt ou encore le chanteur Frank Sinatra) par le biais de micros placés dans diverses résidences et ce afin d'avoir des éléments de chantage et de pression pour les neutraliser en les discréditant auprès de l'opinion publique si nécessaire.
L'auteur de l'ouvrage, J. Edgar Hoover : l'homme et ses secrets paru en 1991, Curt Gendry a indiqué que les dossiers aujourd'hui détruits recelaient les informations suivantes :

« ... leur contenu comprenait du matériel de chantage sur le patriarche d'une dynastie politique américaine, ses fils, leurs épouses et d'autres femmes ; des allégations de deux arrestations homosexuelles que Hoover a divulguées pour aider à vaincre un candidat démocrate spirituel et courtois ; les rapports de surveillance sur l'une des premières dames les plus connues d'Amérique et ses amants présumés, hommes et femmes, blancs et noirs ; la documentation sur les agressions d'enfants que le directeur utilisait pour contrôler et manipuler l'un des protégés de l'appât rouge ; une liste des espions du Bureau dans La Maison Blanche pendant les huit administrations lorsque Hoover était directeur du FBI ; le fruit défendu de centaines d'écoutes téléphoniques illégales et de micros, contenant, par exemple, la preuve qu'un procureur général, Tom C. Clark, qui devint plus tard juge à la Cour suprême, avait reçu des récompenses du syndicat de Chicago ; ainsi que des fichiers de célébrités, avec tous les ragots peu recommandables que Hoover pouvait amasser sur certains des plus grands noms du show business. »

#### Les abus de biens sociaux
Il fut révélé que le livre attribué au départ à sa seule rédaction, Masters of Deceipt (Les maîtres trompeurs) avait été en réalité rédigé par cinq agents du FBI. En outre, sur les revenus issus des ventes, seuls 1/5e parvinrent réellement à la fondation des loisirs du FBI à laquelle ils étaient en théorie destinés.

### L'évolution du FBI
Avec la fin de l'ère Hoover, le FBI s'ouvrit au recrutement d'agents d'origine afro-américaine ou hispanique et de sexe féminin.

### Vie privée

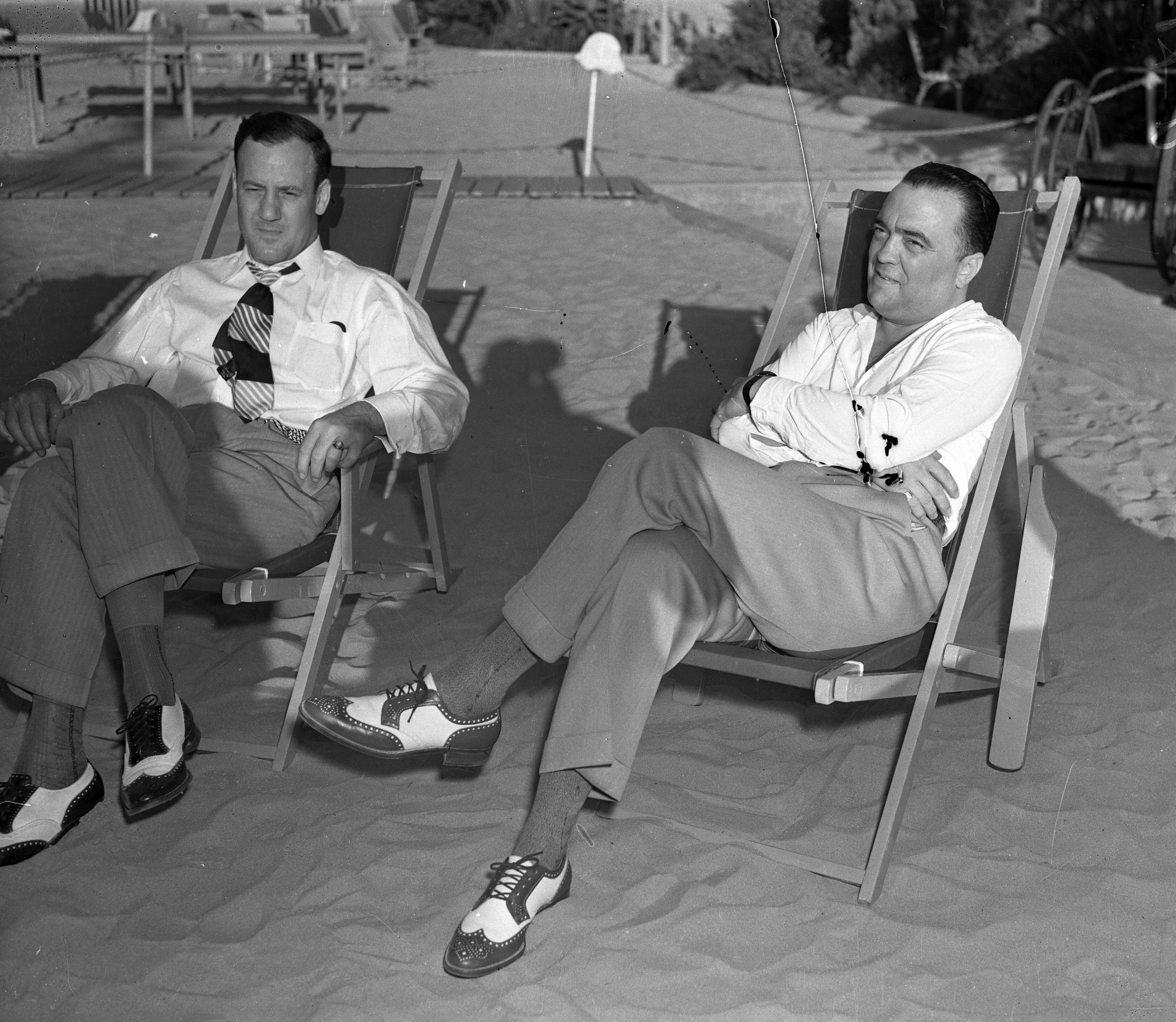
Hoover et Clyde Tolson vers 1939.

Depuis les années 1940, circulaient des rumeurs mal étayées selon lesquelles Hoover était homosexuel ou avait un goût pour le travestissement. L'hypothèse a été émise que Clyde Tolson, directeur adjoint du FBI et son héritier, pourrait aussi avoir été son amant : son bras droit aurait été son compagnon durant plus de quarante années : il ne prenait jamais un repas sans ce « bras droit », ils partaient très souvent ensemble en vacances. 
Des rumeurs insinuent que la mafia de Chicago et Meyer Lansky le faisait régulièrement chanter avec des photos compromettantes, ce qui expliquerait pourquoi il ne l'a jamais combattue (lorsqu'il parlait de Hoover, Frank Costello, le parrain de l'époque, le qualifiait de « good people » : terme mafieux qui se réfère à des personnes que l'on contrôle ; Truman Capote surnommait le couple Hoover/Tolson « Johnny and Clyde »). Sous l’administration Kennedy, il dut feindre d'attaquer la mafia, cette « nouvelle politique » cessant dès la mort de Kennedy.
Certains auteurs ont rejeté, considérant comme peu probables les rumeurs sur la sexualité de Hoover et sur ses relations homosexuelles avec Tolson en particulier, tandis que d'autres les ont dites probables voire « assurées », et d'autres encore se contentaient de signaler des rumeurs sans se prononcer. Hoover a parlé de Tolson comme de son alter ego : non seulement ils travaillaient en étroite collaboration au cours de la journée et c'est également ensemble qu'ils prenaient leurs repas, allaient en boîtes de nuit et passaient leurs vacances. Cette intimité entre les deux hommes est souvent citée comme la preuve qu'ils étaient amants, même si certains employés du FBI qui les connaissaient, comme W. Mark Felt, disent que leur relation était simplement « fraternelle ».
Tolson hérita de la propriété de Hoover où il s'installa, après avoir accepté le drapeau américain qui drapait le cercueil de son chef et ami. Il est enterré à quelques mètres de Hoover dans le cimetière du Congrès à Washington. L'avocat Roy Cohn, qui fut l'un des associés de Hoover au cours des enquêtes des années 1950 sur les communistes et qui était lui-même un homosexuel discret, était d'avis que Hoover avait trop peur de sa propre sexualité pour entretenir quoi que ce fût qui pût s'approcher d'une relation sexuelle normale ou romantique.
Dans sa biographie officielle et confidentielle de 1993, The Secret Life of J. Edgar Hoover, le journaliste Anthony Summers s'appuie sur les affirmations de Susan Rosenstiel (qui par la suite fut détenue quelque temps à la prison de Rikers Island pour faux témoignage dans une affaire de 1971) : elle prétendait avoir vu Hoover pratiquer le travestissement au cours des années 1950 ; elle a attesté qu'à deux reprises elle avait vu Hoover portant une robe noire à volants et dentelle, des bas, des talons hauts et une perruque noire et frisée, en train de participer à des fêtes homosexuelles,,.
En 1958, le philanthrope Lewis Solon Rosenstiel, riche distillateur et bisexuel, a demandé à Susan Rosenstiel, sa quatrième épouse, si, ayant été auparavant mariée à un autre homme bisexuel pendant neuf années, elle avait jamais assisté à « une fête homosexuelle ». Bien qu'elle eût à une occasion surpris son mari de soixante-huit ans au lit avec son avocat, Roy Cohn, Susan dit à Summers qu'elle n'avait jamais été invitée à assister à des rapports sexuels entre hommes. Peu après cette étrange question, le couple alla un jour avec le consentement de Susan au Plaza Hotel de Manhattan. Cohn, ancien collaborateur du sénateur Joseph McCarthy et courtier du parti républicain, les attendait à la porte. Comme elle et son mari entraient dans l'appartement, « Susan a déclaré qu'elle avait reconnu un troisième homme : J. Edgar Hoover, directeur du FBI, qu'elle avait rencontré auparavant dans la maison qu'il possédait à New York dans l'Upper East Side. Hoover, d'après les explications de Lewis, lui avait permis d'approcher des politiciens influents et il l'avait récompensé de ces faveurs, en partie en payant les dettes de jeu du directeur du FBI,.
Summers raconte aussi que la mafia avait de quoi faire chanter Hoover, si bien que ce dernier avait hésité à poursuivre avec l’énergie nécessaire le crime organisé. Bien qu'elle n'ait jamais été corroborée, l'allégation de cross-dressing [travestisme] a été largement reprise, et « J. Edna Hoover » est devenu un thème de plaisanteries à la télévision, au cinéma et ailleurs. Parmi les mots de l'auteur Thomas Doherty : « Pour la culture populaire américaine, l'image du savoureux chef du FBI comme quelqu’un qui aurait voulu être Christine Jorgensen était trop délicieuse pour ne pas la déguster. » La plupart des biographes considèrent que l'histoire de ce chantage de la part de la mafia n’est guère vraisemblable à la lumière des enquêtes du FBI sur la mafia. Truman Capote a aidé à diffuser ces rumeurs avouant un jour qu'il cherchait beaucoup plus à rendre Hoover furieux qu’à savoir si les rumeurs étaient vraies.
Hoover a persécuté et menacé tous ceux qui lançaient des insinuations à propos de sa sexualité. Il a lui-même répandu en 1952 des rumeurs venimeuses et sans fondement sur l’homosexualité d’Adlai Stevenson afin de nuire à la campagne présidentielle de ce gouverneur libéral. Ses dossiers secrets très détaillés contenaient les résultats que lui avait apportés la surveillance des prétendues maîtresses lesbiennes d’Eleanor Roosevelt ; il les avait rassemblés afin de la faire chanter.
Richard Hack, un biographe de Hoover, a signalé que ce dernier entretenait une liaison amoureuse avec l'actrice Dorothy Lamour vers la fin des années 1930 et au début des années 1940. Après la mort de Hoover, elle n'a pas nié les rumeurs selon lesquelles elle avait eu une liaison avec lui entre ses deux mariages à elle. Hack rapporte que, pendant les années 1940 et 1950, Hoover assistait si souvent à des manifestations mondaines en compagnie de Lela Rogers, la mère divorcée de la danseuse et actrice Ginger Rogers, que beaucoup de leurs amis communs pensaient vraiment que le couple finirait par se marier.

## Dans les arts et la culture populaire

### Littérature

#### Bande dessinée
La vie de J. Edgar Hoover a été mise en scène dans la série thriller politique intitulée La Main de Dieu bande dessinée en trois tomes de l'auteur Marc Védrines parue chez l'éditeur Glénat. Elle retrace l'ensemble de sa vie et l'ensemble des évènements historiques auxquels le directeur fut confronté ou eut une influence directe et notamment l'assassinat de John F. Kennedy.
Dans la BD Requiem, chevalier vampire de Pat Mills et Olivier Ledroit, J. Edgar Hoover apparaît, réincarné en enfer sous les traits de Dame Mitra, une goule gigantesque, reine des pirates et ennemie farouche de Dracula.
J. Edgar Hoover fait une apparition dans la série Before Watchmen : Minutemen.
Il est également présent dans les tomes 42 à 44 de Jour J.
Il apparait en 2019 dans son propre rôle dans Jupiter's Circle de Mark Millar et Wilfredo Torres.

#### Roman
La Malédiction d'Edgar est un roman biographique de Marc Dugain paru en 2005. Il raconte la vie de John Edgar Hoover alors qu'il était directeur du FBI de 1924 à 1972. Le narrateur est le numéro 2 du FBI Clyde Tolson, supposé partenaire homosexuel de Hoover. Toutefois, Dugain dans le prologue laisse entendre qu'il peut s'agir d'un faux : « J'avais acheté ce manuscrit sans en avoir lu une ligne. Faux, il m'intéressait autant que vrai. [...] La prétendue objectivité d'un mémorialiste est aussi nuisible à la vérité que l'intention de falsifier les faits ».
Il apparait comme personnage secondaire du roman Le marin blanc du président de Jérôme Charyn.
Le roman policier de James Ellroy paru en 1995, American Tabloïd, met en lumière les liens romancés entre Hoover et la Mafia. Le marin blanc du président est un livre de Jerome Charyn qui met en scène Hoover.

### Filmographie

#### Cinéma
Il est représenté pour la première fois en 1941 dans Une soirée hollywoodienne où Kent Rogers lui prête sa voix. En 1948, il apparait à la fin de La Dernière Rafale de William Keighley Il joue son propre rôle dans La police fédérale enquête réalisé par Mervyn LeRoy en 1959. En 1971, Dorothi Fox joue son rôle dans Bananas. En 1977, Broderick Crawford, James Wainwright et June Havoc interprètent Hoover à des âges différents dans The Private Files of J. Edgar Hoover. En 1978, Sheldon Leonard incarne Hoover dans Têtes vides cherchent coffres pleins. En 1992, Kevin Dunn incarne Hoover dans Chaplin. Richard Dysart figure Hoover dans Panther en 1995 et la même année c'est au tour de Bob Hoskins dans Nixon. En 1996, Jack Knight le joue à son tour dans Baby Face Nelson. En 2000, Ernest Borgnine l'incarne dans Hoover. Deux ans plus tard, c'est au tour de Larry Drake dans Timequest. En 2009, Billy Crudup lui donne ses traits dans Public Enemies. Son personnage est interprété par l'acteur Leonardo DiCaprio dans J. Edgar, film de Clint Eastwood sorti en 2011 et retraçant l'histoire du directeur du FBI. L'année suivante, Sean McNall le joue dans No God, No Master. En 2014, c'est Dylan Baker qui l'incarne dans Selma. En 2018, c'est Stephen Stanton qui l'incarne dans Sale temps à l'hôtel El Royale. Martin Sheen l'interprète dans Judas and the Black Messiah.

#### Télévision
- Dolph Sweet joue son rôle dans la mini série King. En 1983, le téléfilm Blood Feud met en scène Ernest Borgnine dans son rôle.
- Vincent Gardenia campe son rôle dans la mini série Kennedy de 1983. En 1987,
- Jack Warden interprète Hoover dans la mini série Hoover vs. The Kennedys.
- Treat Williams joue le directeur du FBI dans le téléfilm J. Edgar Hoover de 1987.
- En 1992, il est joué par Pat Hingle dans Citizen Cohn, le persécuteur. L'année suivante Richard Dysart reprendra le rôle dans le téléfilm Bobby et Marilyn.
- Enrico Colantoni tient son rôle dans la mini série Les Kennedy de 2011.
- Eric Ladin joue son rôle dans la saison 4 de Boardwalk Empire.
- Il est également interprété par l'acteur William Forsythe dans les saisons 3 et 4 de la série Le Maître du Haut Château, dans laquelle il est le directeur de l'A.R.B.I (American Reich Bureau of Investigation), une version nazie du F.B.I dans l'univers de la série.
- T. R. Knight interprete son rôle dans Genius.
- Stephen Root joue son rôle dans le téléfilm All the Way.
- Dans Legends of Tomorrow, il est joué par Giacomo Baessato.

### Jeu vidéo
Ryan Drummond prête sa voix dans Call of Cthulhu: Dark Corners of the Earth sorti en 2005. Jey's Empire sorti en 2019, permet d'incarner J. Edgar Hoover.
Dans Fate/Grand Order, après avoir été créée par l'artiste Riyo pour sa série de pages de BD parodiques, Hoover (aka Assassin) fait partie de l'équipe de Super Bunyan, personnage SSR ajouté en 2022 sur la version JP (2024 sur la version NA). Comme tous les personnages inventés par Riyo, c'est une femme, en raison de la tendance de Hoover à s'habiller en dessous féminins.

### Filmographie

#### Cinéma
- 1978 : Têtes vides cherchent coffres pleins de William Friedkin (interprété par Sheldon Leonard)
- 1992 : Chaplin de Richard Attenborough (interprété par Kevin Dunn)
- 1995 : Nixon d'Oliver Stone (interprété par Bob Hoskins)
- 2009 : Public Enemies de Michael Mann (interprété par Billy Crudup)
- 2011 : J. Edgar de Clint Eastwood (interprété par Leonardo DiCaprio)
- 2013 : La Malediction d'Edgar de Marc Dugain (interprété par Brian Cox)
- 2021 : Judas and the Black Messiah de Shaka King (interprété par Martin Sheen)

#### Téléfilms
- 1995 : Citizen Cohn de Frank Pierson (interprété par Pat Hingle)
- 2016 : All the Way (téléfilm) de Jay Roach (interprété par Stephen Root)

#### Documentaire
- 2006 : Hoover, dossiers secrets de Jason Cohn

#### Séries télévisées
- 2013 : Boardwalk Empire (interprété par Eric Ladin)
- 2015-2019 : Le Maître du Haut Château (interprété par William Forsythe)

#### TV mini-série
- 2011 : Les Kennedy (The Kennedys) de John Cassar (interprété par Enrico Colantoni)